# Villar de Cobeta
Villar de Cobeta es una localidad española, pedanía del municipio guadalajareño de Zaorejas, en la comunidad autónoma de Castilla-La Mancha.

## Geografía
En el siglo XIX se mencionan los «buenos montes de encina, pino, roble y sabina» existentes en el término.

## Historia
Anteriormente conocida como Villar de Alpetea y ahora despoblada debido a la migración a las ciudades, la localidad fue fundada por los árabes que construyeron el castillo de Alpetea, ahora en ruinas por la guerra civil.[cita requerida]
A mediados del siglo XIX, el lugar, por entonces con ayuntamiento propio, contaba con una población censada de 129 habitantes. La localidad aparece descrita en el decimosexto volumen del Diccionario geográfico-estadístico-histórico de España y sus posesiones de Ultramar de Pascual Madoz de la siguiente manera:

VILLAR DE COBETA: l. con ayunt. en la prov. de Guadalajara (15 leg.), part. jud. de Molina (5), aud. terr. de Madrid (25). dióc. de Siguenza (8). sit. en una colina á la márg. der. del r. Tajo, con buena ventilacion y clima frio pero sano: tiene 45 casas; la consistorial que sirve de cárcel; escuela de instruccion primaria comun á ambos sexos, dotada con 1,100 rs., y las retribuciones de los discípulos; una igl. parr. (Sta. Ana) servida por un cura y un sacristan; fuera de la pobl. hay una fuente de buenas aguas potables. Confina el térm. con los de La Olmeda, Zaorejas, Cuevas-labradas y Buenafuente; dentro de él se encuentran varios manantiales, y los desp. de la Herrera, la Entrada de Cerromina y la Cueva del Cerezo: el terreno bañado por los r. Tajo, Gallo y Arandilla, es de mediana calidad; tiene buenos montes de encina, pino, roble y sabina: caminos: los locales en mediano estado: correo: se recibe y despacha en Molina. prod.: cereales, legumbres, hortalizas , maderas de construccion, leñas de combustible y buenos pastos con los que se mantiene ganado lanar, cabrio y vacuno; abunda la caza de perdices, conejos, liebres, algunos corzos y jabalies; hay pesca de barbos, truchas y anguilas. ind.: la agrícola y un molino harinero, pobl.: 37 vec., 129 almas. cap. prod.: 857,834 rs. imp.: 51,400. contr.: 2,432.
(Madoz, 1850, p. 237)

En 1972 el antiguo municipio de Villar de Cobeta desapareció al ser absorbido por el de Zaorejas.

## Demografía
| Gráfica de evolución demográfica de Villar de Cobeta entre 1842 y 1970 |
| |
| Población de derecho según los censos de población del INE Población de hecho según los censos de población del INEEntre el censo de 1981 y el anterior, este municipio desaparece porque se integra en el municipio Zaorejas |

## Economía
La economía local está basada en la explotación forestal.[cita requerida]

## Patrimonio
En las cercanías de la localidad se encuentra el castillo de Alpetea.